# Christophe Le Mével
Christophe Le Mével (Lannion, 11 de septiembre de 1980) es un exciclista francés. Su último equipo como profesional fue el Cofidis, tras haber estado dos temporadas en el Garmin. Anteriormente corrió para los equipos galos Crédit Agricole y en la Française des Jeux. Se destacó por ser un buen escalador y por su combatividad.
El 11 de noviembre de 2014 anunció su retirada del ciclismo tras trece temporadas como profesional y con 34 años de edad.

## Palmarés
2005
- 1 etapa del Giro de Italia

2010
- Tour de Haut-Var, más 1 etapa
- 2.º en el Campeonato de Francia en Ruta

## Resultados en Grandes Vueltas y Campeonatos del Mundo
| Carrera         | Carrera         | 2002 | 2003 | 2004 | 2005 | 2006 | 2007 | 2008 | 2009 | 2010 | 2011 | 2012 | 2013 | 2014 |
| --------------- | --------------- | ---- | ---- | ---- | ---- | ---- | ---- | ---- | ---- | ---- | ---- | ---- | ---- | ---- |
|                 | Giro de Italia  | —    | —    | —    | 26.º | —    | —    | —    | —    | —    | 14.º | —    | —    | —    |
|                 | Tour de Francia | —    | —    | —    | —    | 74.º | Ab.  | 38.º | 9.º  | 42.º | —    | —    | Ab.  | —    |
|                 | Vuelta a España | —    | —    | —    | 67.º | —    | —    | —    | —    | 13.º | 40.º | 31.º | —    | 22.º |
| Mundial en Ruta | Mundial en Ruta | —    | —    | Ab.  | 46.º | 23.º | —    | Ab.  | 93.º | —    | —    | —    | —    | —    |

—: no participa

Ab.: abandono

## Equipos
- Crédit Agricole (2002-2008)
- Française des Jeux (2009-2010)
- Garmin (2011-2012)
  - Garmin-Cervélo (2011)
  - Garmin-Sharp (2012)
- Cofidis, Solutions Crédits (2013-2014)

## Enlaces
- Web oficial: christophelemevel.com
- Christophe Le Mével – ProCyclingStats

- Datos: Q363814
- Multimedia: Christophe Le Mével / Q363814